# Tensor de Bach
Em geometria diferencial e na relatividade geral, o tensor de Bach é um tensor livre de traços de 2º grau que é invariavelmente conforme na dimensão n = 4.  Antes de 1968, era o único tensor conformalmente invariável conhecido que é algebricamente independente do tensor de Weyl.
Em índices abstratos, o tensor de Bach é dado por
{\displaystyle B_{ab}=P_{cd}{{{W_{a}}^{c}}_{b}}^{d}+\nabla ^{c}\nabla _{c}P_{ab}-\nabla ^{c}\nabla _{a}P_{bc}}
onde {\displaystyle W} é o tensor de Weyl e {\displaystyle P} o tensor de Schoutendado em termos do tensor de Ricci {\displaystyle R_{ab}} e curvatura escalar {\displaystyle R} por
{\displaystyle P_{ab}={\frac {1}{n-2}}\left(R_{ab}-{\frac {R}{2(n-1)}}g_{ab}\right).}